# Reinhard Rakow
Reinhard Rakow (eigentlich Reinhard K. Rakow, geboren als Reinhard K. Paul; * 5. Februar 1952 in Gelnhausen; † 19. März 2022 in Berne) war ein Autor und Herausgeber.

## Leben

### Künstlerischer Weg
Rakow wuchs in Gelnhausen auf. Nach dem Abitur studierte er Rechtswissenschaften, Psychologie und Germanistik. Er arbeitete als Rechtsanwalt, bis er sich ab 2008 ganz der kulturellen Arbeit in seinem Lebensort Berne widmete. Rakow war Schriftsteller, Maler, Lyriker, Essayist und Herausgeber. Rakows schriftstellerisches Werk umfasst mehr als dreißig Bücher, die er als Autor und Herausgeber verfasst hat. Viele seiner Bücher sind im Geest-Verlag erschienen, mit dessen Verlagsleiter ihn eine intensive Zusammenarbeit sowie Freundschaft verband. Für die Oper Sonnenklirren des Dötlinger Komponisten Günther Berger schrieb Rakow 2013 das Libretto.
Reinhard Rakow starb im Alter von 70 Jahren am 19. März 2022. Er wurde auf dem Waldfriedhof in Hude beigesetzt.

### Kulturarbeit in der Wesermarsch
Seit 2008 war Rakow Initiator und Organisator der Berner Bücherwochen
und der Herausgeber der Anthologien dieser Bücherwochen. Sie fanden bis zu seinem Tod acht Mal unter seiner Leitung statt. Außerdem organisierte er Veranstaltungsreihen wie die Wadenfelder Konzerte, Süddorfer E-Musik, Edewechter Kunsttage, Mnemosyne u. a. m. Dabei holte er namhafte Künstler in die Region Wesermarsch.

## Werke (Auswahl)

### Gedichtbände
- Alte Fabrik. Gedichte 2. Geest-Verlag, 2021, ISBN 978-3-86685-792-6.
- blind date. Gedichte 1. Geest-Verlag, 2021, ISBN 978-3-86685-791-9.
- ode an alle. Ausgewählte Gedichte 3. Geest-Verlag, 2021, ISBN 978-3-86685-793-3.
- drei farben RAL. poem. Geest-Verlag, 2014, ISBN 978-3-86685-469-7.

### Anthologien
- als Hrsg.: Mensch sein, Herz haben, sich empören: Anthologie zu den 8. Berner Bücherwochen. Geest-Verlag, 2021, ISBN 978-3-86685-861-9.
- als Hrsg.: Umarmungen: Anthologie der 8. Berner Bücherwochen. Texte für Senioren, verfasst von Jung und Alt. Geest-Verlag, 2021, ISBN 978-3-86685-871-8.
- als Hrsg.: Heimat Menschheit: Doppelanthologie zu den 7. Berner Bücherwochen. Geest-Verlag, 2019, ISBN 978-3-86685-742-1.
- als Hrsg.: Was du nicht willst, das man dir tu – Lesebuch der Wesermarsch 2019. Geest-Verlag, 2019, ISBN 978-3-86685-743-8.
- als Hrsg.: Heimat Menschheit – Doppelanthologie zu den 7. Berner Bücherwochen. Geest-Verlag, 2019, ISBN 978-3-86685-742-1.

### Romane
- atem-pause. roman in vier sätzen. Geest-Verlag, 2012, ISBN 978-3-86685-335-5.
- Konzert im Schloss. Roman in Fetzen. Geest-Verlag, 2012, ISBN 978-3-86685-336-2.

### Erzählungen
- Familienaufstellungen – Erzählungen. Geest-Verlag, 2020, ISBN 978-3-86685-817-6.
- Sonnenklirren. Novelle. Geest-Verlag, 2010, ISBN 978-3-86685-251-8.

### Bildband
- Malerei: Arbeiten auf Tafeln, Tuch, Karton; Werkauswahl 1995 bis 1998. Isensee Verlag, 1998, ISBN 3-89598-564-3.

## Ehrungen – Auszeichnungen
- 2012 Verdienstmedaille der Oldenburgischen Landschaft